# Orites
Orites es un género de árboles de la familia Proteaceae. Se encuentra en Australia.

## Taxonomía
Orites fue descrito por Robert Brown y publicado en Transactions of the Linnean Society of London 10: 189. 1810. La especie tipo es: Orites diversifolius R.Br.

## Especies
- Orites acicularis (R.Br.) Roem. & Schult. -  Tasmania
- Orites diversifolius R.Br. -  Tasmania
- Orites excelsa R.Br. - New South Wales and Queensland
- Orites fiebrigii, native to Bolivia
- Orites lancifolius F.Muell. -  New South Wales,  Victoria
- Orites milliganii Meisn. - Tasmania
- Orites myrtoidea -  Chile
- Orites revolutus R.Br. - Tasmania